# Дайси, Альберт Вэнн
Альберт Вэнн Дайси (1835—1922) — английский юрист, специалист по конституционному и международному частному праву.
Главная из его работ: «Основы государственного права Англии» — одна из самых глубоких работ по государственному праву, в которой было придано особо выдающееся звучание концепции верховенства права. В «Englands ease against Home-rule» (Л., 1886) автор доказывал, что гомруль для Ирландии неизбежно должен привести к пересозданию Англии на федеративных началах, и высказывается против него. В области международного частного права считается одним из основоположников теории приобретенных прав.
Член-корреспондент СПбАН c 03.12.1916 — по отделению исторических наук и филологии (разряд историко-политических наук).